# Notiosorex cockrumi
Notiosorex cockrumi — вид ссавців родини Мідицеві (Soricidae).

## Поширення
Цей вид відомий з Аризони, США, центральної Сонори, Мексика. Типове проживання пустельний чагарник, в тому числі рослинні угруповання, де домінують Prosopis, Agave, Cylindropuntia, і чагарникові дуби. Комахоїдний.

## Загрози та охорона
Немає відомих загроз даному виду. Трапляється в охоронних районах в Аризоні в Сполучених Штатах.